# Alfred Norkus
Alfred Norkus (* 21. April 1901 in Danzig, Deutschland; † 1982 in Österreich) war ein überwiegend beim österreichischen Film tätiger deutsch-österreichischer Tontechniker.

## Leben und Wirken
Norkus besuchte die Oberrealschule und ließ sich anschließend an einer technischen Hochschule fortbilden. 1930 stieß er zum Tonfilm und ließ sich von der Tobis einstellen, ging aber noch im selben Jahr mit einer Tonfilmapparatur nach Wien. Die österreichische Hauptstadt sollte fortan sein Lebensmittelpunkt werden. 
Norkus betreute in gut drei Jahrzehnten Schaffensperiode rund 150 Filme als Cheftonmeister, überwiegend österreichische Produktionen. Nur zwischen 1937 und 1939 hielt er sich erneut andauernd in Deutschland auf. Seit Kriegsausbruch 1939 zeichnete Norkus für den Ton bei zentralen Inszenierungen Willi Forsts (Operette, Wiener Blut) und Gustav Ucickys (wie dessen Postmeister-Inszenierung von 1940) verantwortlich. Überdies betreute er tontechnisch sowohl die letzte Wiener Großproduktion vor Kriegsende (Forsts Wiener Mädeln) als auch den ersten österreichischen Nachkriegsfilm (Der weite Weg).
Norkus nahm 1948 die österreichische Staatsbürgerschaft an und arbeitete noch bis zur Vollendung seines 60. Geburtstag als Tonmeister. Anschließend ging er in den Ruhestand, blieb aber weiterhin in Wien ansässig. Am 15. Juni 1982 wurde er auf dem Wiener Zentralfriedhof bestattet.

## Filmografie
- 1930: Pension Schöller
- 1930: Die große Sehnsucht
- 1930: Das Kabinett des Dr. Larifari
- 1930: Geld auf der Straße
- 1931: Die Blumenfrau von Lindenau
- 1931: Schuberts Frühlingstraum
- 1931: Purpur und waschblau
- 1931: Wiener Zauberklänge
- 1931: Hirsekorn greift ein
- 1931: Die große Liebe
- 1932: Rasputin
- 1932: Der Prinz von Arkadien
- 1932: Hochzeitsreise zu dritt
- 1932: Lumpenkavaliere
- 1932: Sehnsucht 202
- 1932: Der Hexer
- 1932: Scampolo, ein Kind der Straße
- 1932: Madame wünscht keine Kinder
- 1933: Unsichtbare Gegner
- 1933: Abenteuer am Lido
- 1933: Großfürstin Alexandra
- 1933: Leise flehen meine Lieder
- 1933: Frühlingsstimmen
- 1933: Früchtchen (Csibi, der Fratz)
- 1934: Vorstadtvarieté
- 1934: Salto in die Seligkeit
- 1934: Frasquita
- 1935: Letzte Liebe
- 1935: Eva
- 1935: Die Pompadour
- 1935: Knox und die lustigen Vagabunden (Zirkus Saran)
- 1935: Tagebuch der Geliebten
- 1935: Episode
- 1935: Katharina die Letzte
- 1935: Der Postillon von Lonjumeau
- 1936: Die Julika (Ernte)
- 1936: Die Puppenfee
- 1936: Blumen aus Nizza
- 1936: Silhouetten
- 1936: Manja Valewska
- 1937: Premiere
- 1937: Der Mustergatte
- 1937: Heiratsschwindler
- 1938: Fünf Millionen suchen einen Erben
- 1938: Maja zwischen zwei Ehen
- 1938: Sehnsucht nach Afrika
- 1939: Unsterblicher Walzer
- 1939: Leinen aus Irland
- 1939: Mutterliebe
- 1940: Der Postmeister
- 1940: Ein Leben lang
- 1940: Operette
- 1941: Heimkehr
- 1942: Wiener Blut
- 1942: Wen die Götter lieben
- 1942: Frauen sind keine Engel
- 1942: Das Ferienkind
- 1943: Die kluge Marianne
- 1943: Der weiße Traum
- 1943: Schrammeln
- 1944: Der gebieterische Ruf
- 1944: Am Vorabend
- 1944/49: Wiener Mädeln
- 1946: Der weite Weg
- 1946: Praterbuben
- 1946: Die Welt dreht sich verkehrt
- 1947: Singende Engel
- 1947: Das singende Haus
- 1948: Der himmlische Walzer
- 1949: Dr. Rosin
- 1949: Märchen vom Glück
- 1950: Das Kind der Donau
- 1950: Erzherzog Johanns große Liebe
- 1950: Frühling auf dem Eis
- 1952: Abenteuer im Schloß
- 1952: Die Regimentstochter
- 1953: Komm in die Gondel (Eine Nacht in Venedig)
- 1953: Franz Schubert – Ein Leben in zwei Sätzen
- 1954: Schicksal am Lenkrad
- 1955: Herr Puntila und sein Knecht Matti
- 1955: Die Wirtin zur Goldenen Krone
- 1956: Ein tolles Hotel
- 1956: Das Liebesleben des schönen Franz
- 1956: Verlobung am Wolfgangsee
- 1956: K. u. K. Feldmarschall
- 1957: Die liebe Familie
- 1957: Familie Schimek
- 1957: Noch minderjährig (Unter Achtzehn)
- 1957: Heiratskandidaten
- 1957: Das Schloß in Tirol
- 1957: Der Kaiser und das Wäschermädel
- 1958: Man ist nur zweimal jung
- 1958: Sebastian Kneipp – Ein großes Leben
- 1958: Immer die Radfahrer
- 1958: Wenn Mädchen ins Manöver zieh’n
- 1959: Tausend Sterne leuchten
- 1959: Traumrevue
- 1960: Mit Himbeergeist geht alles besser
- 1960: Wegen Verführung Minderjähriger
- 1960: Geständnis einer Sechzehnjährigen
- 1961: Ruf der Wildgänse